# マリオパーティ アドバンス
『マリオパーティ アドバンス』は、ハドソンが開発し、 任天堂から2005年1月13日に発売されたコンピュータゲーム。アメリカでは同年3月28日に発売。

## 概要
家庭用のマリオパーティシリーズの7作目にあたる、初の携帯型ゲーム作品。従来のシリーズの「みんなで遊ぶパーティゲーム」という色合いが薄い外伝的な作品であり（スコアアタック中心のミニゲームやパーティグッズなど、むしろメイド イン ワリオシリーズに近い要素が多い）、そのためか『マリオパーティ2』以降タイトル名に付けられている通し番号は振られておらず、ソフトの発売時期もクリスマス商戦時期ではない1月である。
ゲーム内容はマリオパーティシリーズ本編とは大きく異なる作品であるが、ゲーム画面の絵柄や一部のBGMは『マリオパーティ3』『マリオパーティ4』からの借用が見られる。また、パッケージには紙製の付録「マリパボード」が封入されている。
テレビCMには、『マリオパーティ6』に引き続いて北陽が出演していた。

## ゲームモード
初めてゲームをプレイする際は「パスポート」の作成をする。パスポートには、自分の名前・生まれた月・趣味・好きな一言などのほか、自分の夢や誰にも言えないことといった「ヒミツ」を入力する。パスポートを作成すると、「マリパランド」「パスポート」「ふろく」の3つのメニューが表示される。

### マリパランド
タイトル画面で「マリパランド」を選ぶと、以下の4つのゲームモードが表示される。
キノコシティ
すごろく風のボードマップ「キノコシティ」を冒険し、「ミニゲーム」や「パーティグッズ」を集めることが目的の1人用のモード。マリオパーティシリーズの通常のボードゲームと異なり、マップ上に対戦相手は登場せず、ターン数の制限なども存在しない。詳細はキノコシティの節を参照。ちなみに『マリオカート ダブルダッシュ!!』にて、同名のコースが収録されている。
プレイランド
「キノコシティ」で手に入れたミニゲームやパーティーグッズで自由に遊べるモード。1カートリッジ通信で他の本体にミニゲームやパーティグッズを転送することも出来る（ただし、転送先の本体では音は出ない）。
パーティランド
「キノコシティ」で手に入れたミニゲームで2人以上で対戦ができるモード。1カートリッジ通信で「デュエルミニゲーム」を2人でプレイしたり、最大100人まで参加ができるゲームなどをプレイできる。
チャレンジランド
「キノコシティ」で手に入れたミニゲームを使用していろいろなゲームに挑戦できる、1人用のモード。ガイドキャラが出題する課題に挑戦し、クリアするとコインを獲得できる。集めたコインはパーティグッズと交換することが出来る。

### パスポート
自分の「パスポート」の内容を確認したり、通信でほかの人とパスポートを交換したりすることができる。また、自分のパスポートの「ヒミツ」の内容を修正したり、セーブデータやほかの人からもらったパスポートのデータの削除も可能。なお、パスポートに登録した内容のうち「ヒミツ」以外の内容は、1度登録するとセーブデータを削除しない限り変更することはできない。

### ふろく
パッケージに封入されている紙製の付録「マリパボード」と、ゲームボーイアドバンス本体、本作を合わせて使用し遊ぶモード。2人から4人でボードゲームを遊ぶことができる。なお、このモードに登場する10種類のパーティーグッズは最初から「プレイランド」で遊ぶことが出来る。

## キャラクター

### プレイヤー
- マリオ
- ルイージ
- ピーチ
- ヨッシー

従来のマリオパーティシリーズと同様、各キャラクターに能力差はないが、本作では使用するキャラクターによって「キノコシティ」でのスタート地点が異なる上、特定のキャラクターでしか解決できない「クエスト」も存在するため、すべてのクエストをクリアするには上記4名のキャラクターを使い分ける必要がある。また「デュエルミニゲーム」でCPUが使用する際には、キャラクターによって強さや戦法が若干異なる。なお、今作はワリオ･ドンキー・デイジー・ワルイージは一切ゲーム中には登場しない。また、キノピオ・テレサ・ミニクッパ・キノピコはプレイヤーとして操作はできないが、他の役割で本作に登場する。

### ガイドキャラ
- コロ
主に「キノコシティ」のガイドを担当。『マリオパーティ3』以来の登場となった。
- キノピオ
「プレイランド」「パーティランド」のガイドや、「チャレンジランド」の「チョイスアタック」「ギャンブルルーム」のガイドをする。
- キノピコ
「パーティランド」や、「チャレンジランド」の「デュエルダッシュ」のガイドをする。
- オヤ・マー博士
パーティグッズの開発者。パーティグッズの管理もしている。
- ジュゲム
ミニゲームをプレイする時に登場し、ミニゲーム開始時・終了時の合図としてホイッスルを吹く。
- ミニクッパ
「キノコシティ」でプレイヤーの移動を妨害したり、「ミニゲームマス」でミニゲームをクリアできなかったときに、プレイヤーが所持しているキノコを没収したりする。
- クッパ
「マリパランド」にあったミニゲームやパーティグッズを吹き飛ばし、さらにキノコシティ各地にある土管を勝手に塞いでしまう。自身もいくつかのパーティグッズを守っており、稀にマップ上でプレイヤーの移動の妨害をすることもある。また、「チャレンジランド」の「クッパランド」のガイドもする。

### その他の主なキャラ
- クリボー
タウンエリアのクリボーハウス在住。面倒見がいい性格で、マリオでゲームを開始すると彼のクエストを最初にクリアすることになる。趣味はリンボーダンスらしい。
- アイクン
ホラーエリアのアイクンのまえ在住。暗い場所にしかいないが、綺麗なものにこだわるのが趣味。
- アニキノくん
タウンエリアのキノコマンション1階在住。アニメが趣味のオタクなキノピオ。アニメ「キノコンV」に関するクエストでは大抵彼が関わっている。
- キノピン
「キノコけいさつ」に勤める凄腕の刑事。事件が起きると必ずといっていいほど彼が現れる。ちなみに、カカア天下。
- キノピンのおくさん
上記キノピンの奥さん。しっかりもので掃除が趣味。タウンエリアのキノピンハウスにおり、訪ねると色々な情報をくれる。
- キャプテングット
自称「フシギたんけんか」のキノピオ。「グーーット！」が口癖。男らしいように見えて実は臆病。プレイヤーを勝手に一番弟子と決めつけている。宇宙人や謎の恐竜など、胡散臭いクエストでは彼がよく現れる。
- ボムキング
一見マフィアにしか見えないが、実は街の平和を守っている集団「ボムボムだん」のボス。街の平和を荒らすクッパのことが気になっているらしい。
- ボムへい
「ボムボムだん」の鉄砲玉。喧嘩が好きだが、本当は優しい性格。
- あかボムへい
少しガラの悪い女の子のボムへいで、「ボムボムだん」の一員。好きなものはフラワーで、なかでも好きなのはパックンフラワー。どことなく『マリオストーリー』のピンキーに似ている。
- ドッスン
トレーニングに勤めているキャラクター。一人称は「オレ」。
- ノコノコ
「ノコノコぎんこう」に勤めている銀行員。掃除が趣味で、几帳面な性格。
- ヘイホー
列車の運転を担当している運転手。特定のイベントで何らかの条件を満たしてしまった場合により、きのうから列車が動かなくて困っているとのこと。
- ゲッソー
水中で暮らしているイカ。デュエルゲームをいろいろと語っている。
- パタパタ
アイテムショップ「がらくた」を経営しているノコノコの親戚。アニメグッズからアクセサリーまで多様な物を扱っている。実は「ボムボムだん」の一員。好物はハンバーガー。

## キノコシティ
ボードマップを冒険しミニゲームやパーティグッズを集める1人用のモード。はじめに使用するキャラを決めるとゲームが開始する。なお、使用キャラによってマップのスタート地点が異なる。

### ゲームの流れ
プレイヤーは「キノコカー」という自動車に乗って、サイコロブロックをたたき、出た目だけマスを移動する。今作では、サイコロブロックで出た目だけ好きなルートにキノコカーを移動して進むことができ（桃太郎電鉄シリーズと同様の移動方法）、移動が終わると止まったマスによってイベントが発生する。また、ピンク色の矢印が設置されている場所でAボタンを押すとその場所にある建物や施設の中に入ることもでき、建物や施設に入ると「クエスト」が発生することがある。建物や施設に入った場合、残りの移動する数が残っていても移動終了となる。発生したクエストを1つクリアするとパーティグッズやミニゲームを入手することができ、そこでゲーム終了となる。
キノコカーは「キノコ」を燃料にしており、キノコを消費してサイコロブロックをたたき移動するため、手持ちのキノコが全てなくなるとその時点でゲームオーバーとなる。なお、ゲーム開始時のキノコの所持数は必ず5個である。また、3回移動するたびに「ひとりようミニゲーム」が始まり、ミニゲームごとに決められたクリア条件を達成するとキノコが3個もらえる（まれに6個もらえることもある）。ちなみに、キノコは最大99個まで持つことができる。

## チャレンジランド
チャレンジランドは以下の4つのゲームでコインを稼げる1人用のモード。ゲームをプレイするには、それぞれの遊ぶための条件を満たす必要がある。ここで稼いだコインは「こうかんじょ」でパーティグッズと交換することができる。
チョイスアタック
ミニゲームを15個以上手に入れるとプレイできるようになる。
キノピオが出題する3つのミニゲームの中からプレイしたいものを1つ選び、指定された条件でクリアを目指すゲーム。ミニゲームをクリアすると、賞金としてコインを獲得できる「権利」が与えられる。ミニゲームは最大15回（進行度が低いと5回ないし10回までになる場合あり）出題され、連続でクリアするともらえるコインの金額も上がっていく（最後までクリアすると10万コイン獲得）。ただし、途中でミニゲームのクリアに失敗するとコインを獲得できる「権利」は無くなりゲームオーバーとなる。ミニゲームを選ぶ場面で「プレイアウト」をするか、すべての出題でミニゲームをクリアするとゲーム終了となり、コインを獲得できる。また、ミニゲームを選ぶ場面で持っている「カード」（いわゆるおたすけアイテム（プラクティス＝最初から、選んだミニゲームをするが、練習のため結果は反映されない・チェンジ＝6回目から、3つのミニゲームが別の3つのミニゲームに変わる・アゲイン＝11回目から、ここまでにクリアしたミニゲームがランダムで2つ追加される）でいずれも1枚ずつ）を使うこともできる。
フォーマットはクイズ$ミリオネアを流用していると思われる。
ギャンブルーム
「ギャンブルミニゲーム」を1個以上手に入れるとプレイできるようになる。
キノコシティで入手した「ギャンブルミニゲーム」でコインを稼ぐゲーム。見つけたミニゲームの中から自由にプレイして、コインを増やすことができる。
デュエルダッシュ
「デュエルミニゲーム」を3個以上手に入れるとプレイできるようになる。
難易度と対戦相手を選び、「デュエルミニゲーム」を勝ち抜くゲーム。難易度に応じた回数を連勝するとコインを獲得できるが、途中で負けるとゲームオーバーとなりコインはもらえない。難易度「やさしい」は3回戦（1,000コイン）、「ふつう」は5回戦（50,000コイン）、「むずかしい」は8回戦（100,000コイン）あり、難易度が上がるほどもらえるコインも多くなる。なお、「ふつう」をプレイするにはデュエルミニゲームを5個、「むずかしい」ならデュエルミニゲームを8個全て手に入れる必要がある。
クッパランド
「クッパミニゲーム」を全て手に入れるとプレイできるようになる（キノコシティの最後のクエストで「おとしてミニクッパ」をプレイするため、「クッパランド」をプレイできるのは実質「キノコシティ」のエンディング後となる）。
ジェットコースターにのってゴールを目指す（ゴールまでは7マス）、クッパが造ったテーマランド。ルーレットで表示された数（1〜6のどれか）だけマスを進み、マスに止まると「クッパミニゲーム」が発生する。ミニゲームをクリアするとそのまま先へ進めるが、クリアできないとスタート地点に戻されてしまう。ゴールにたどり着くとクッパからコインをもらうことができる。なお、ルーレットやミニクッパの人数は自動でランダムに決定される。
なお、ゴールしたときにもらえるコインの枚数はそれまでに経過したターン数により変動する。経過したターン数があまりにも多くなった場合は、クッパから一方的にゲームオーバーを言い渡される。
こうかんじょ
チャレンジランドで稼いだコインを、ここでしか手に入らないパーティグッズと交換することができる。